# Latinotype
Latinotype es una fundición tipográfica digital establecida en 2008 en Chile, siendo la primera en el país sudamericano. Fue fundada con el objetivo diseñar y distribuir tipografías digitales que integren elementos de la identidad latinoamericana, y proveer a tipógrafos locales una plataforma en la que poder comercializar sus diseños, además del catálogo de fuentes propias que ofrece la fundición.

## Historia
Latinotype fue fundada en 2008 en Concepción, Chile, por los tipografos Miguel Hernández y Luciano Vergara. Más tarde, en el año 2010, se integra como socio el diseñador Daniel Hernández. Durante los primeros años, la fundación digital se establece en paralelo en las ciudades de Concepción, Santiago de Chile y Buenos Aires.
Desde un principio, Latinotype produce y distribuye sus propias tipografías a través de su página web, y a partir de 2011 iniciaron la comercialización internacional a través del portal MyFonts, convirtiéndose en «una de las fundiciones más exitosas de MyFonts en los últimos años». En el año 2013 la tipografía «Trend», diseñada por Daniel Hernández, fue destacada como una de las más populares de MyFonts, y fue usada para rediseñar el escudo del equipo de fútbol francés Olympique Lyonnais. Durante el 2015 se establecen como estudio de oficinas en Santiago de Chile y se integran nuevos colaboradores al equipo. Durante el año 2019 y en asociación con el diseñador mexicano Antonio Lechuga se establece Latinotype México en Querétaro, México. En 2021, la empresa de moda Scotch&Soda, con sede en Ámsterdam, usó la tipografía Monckeberg Alt de Latinotype para el rediseño de su nuevo logo.
Latinotype colabora en algunas publicaciones internacionales como Year Book of Type de Alemania, Carácter Latino de España, Revista Diseño UC, Slanted, Graphe de Francia, 365 Stories on Type o Typography and Graphic Design entre otras.
En 2021, Latinotype participó en el rediseño de la identidad visual del Museo Histórico Nacional de Chile, en el marco de un proyecto liderado por la diseñadora Constanza Gaggero a través de su consultora Gaggeroworks. La iniciativa respondió a un nuevo plan estratégico y a un cambio de guion museográfico impulsado por el museo, que buscaba fortalecer la claridad comunicacional y la proyección pública de su narrativa histórica. 
En este contexto, Latinotype desarrolló una tipografía exclusiva denominada Histórica.otf, inspirada en los caracteres presentes en la Bandera de Jura de la Independencia, uno de los objetos más icónicos de la colección del museo. La tipografía se integró al logotipo y al sistema visual como un recurso clave para articular un lenguaje gráfico contemporáneo, con fuerte anclaje en el patrimonio nacional.

## Tipografías

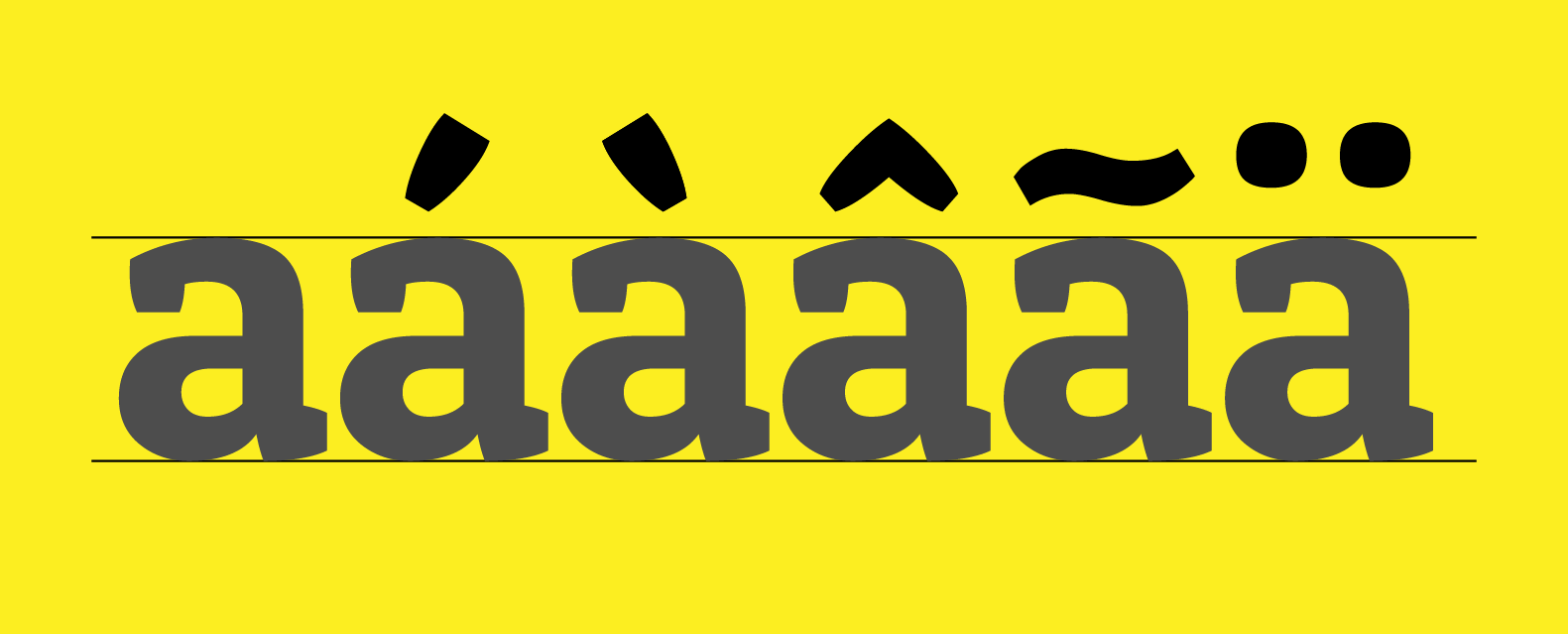
Signos diacríticos de la fuente 'Patua One', por Luciano Vergara.

En la actualidad, el catálogo tipográfico de Latinotype incluye 203 fuentes tipográficas, entre las cuales:
- Arquitecta
- Basic Sans
- Branding[13]
- Fontanella[14]
- Isadora/Isidora
- Juana
- Magazine Grotesque[15]
- Recoleta[16]
- Ride my Bike[17]
- Showcase
- Texta[18]
- Trend[5][19]

## Reconocimientos
La fuente Histórica, que fue desarrollada en conjunto con Gaggeroworks y Santabuzzo para renovar la identidad corporativa del Museo Histórico Nacional de Chile, fue nominada en 2021 al Premio Chile Diseño en la categoría de Diseño de Tipografía. El diseño de la tipografía se inspira en una inscripción anónima en la Bandera de la Jura de la Independencia de Chile.